# Phaloe cruenta
Phaloe cruenta là một loài bướm đêm thuộc phân họ Arctiinae, họ Erebidae.